# Quo usque tandem abutere, Catilina, patientia nostra?

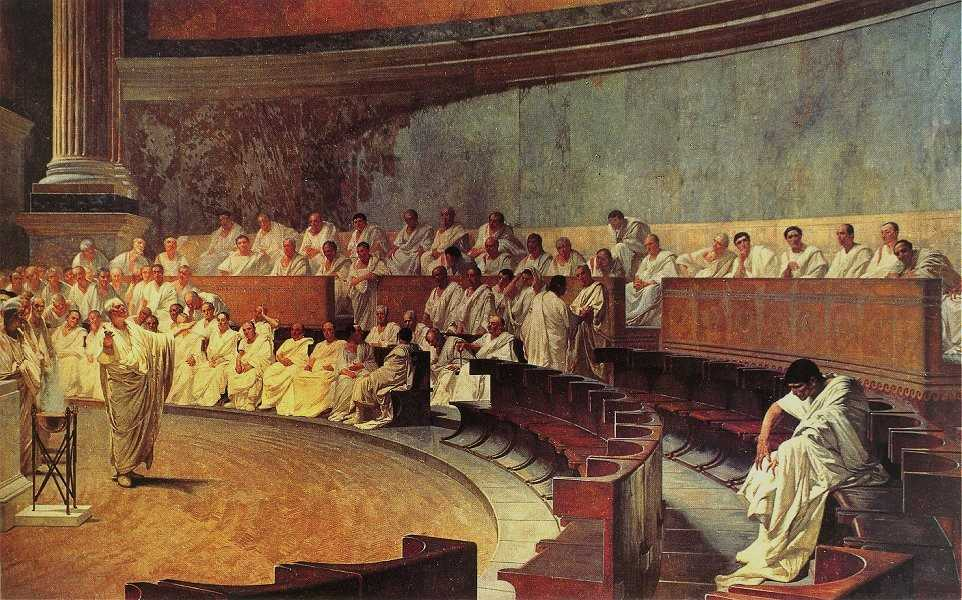
Cycero oskarżający Katylinę (Cesare Maccari, Villa Madama w Rzymie, 1882–1888)

Quo usque tandem abutere, Catilina, patientia nostra – incipit mowy przeciw Katylinie, wygłoszonej 8 listopada 63 roku p.n.e. w senacie rzymskim przez mówcę i polityka Cycerona po wykryciu spisku, mającego na celu obalenie republiki. W dosłownym tłumaczeniu: „Jak długo, Katylino, będziesz nadużywał naszej cierpliwości?” Dalszy ciąg mowy brzmi: Quam diu etiam furor iste tuus nos eludet? Quem ad finem sese effrenata iactabit audacia? Nihilne te nocturnum praesidium Palati, nihil urbis vigiliae, nihil timor populi, nihil concursus bonorum omnium, nihil hic munitissimus habendi senatus locus, nihil horum ora voltusque moverunt? Patere iam tua consilia non sentis? („Do jakich granic miotać się będzie twoje nieokiełzane zuchwalstwo? Nie rozumiesz, że już ujawnione są twoje plany?”).
Zwrot używany jest dla zwrócenia uwagi na czyjąś hipokryzję. Przykład użycia:

O p. hr. Działyńskiej z ks. Czartoryskich nic nie wiem. Damę tę znałem tyle, iż raz w życiu obiad z nią jadłem i mówiłem dwa słowa – a te dwa słowa nie były: „kocham Cię”, albowiem nie byłem nigdy pod tym względem podobny do Czytelnika listu tego. Ja, Twój czytając, mimowolnie wykrzyknąłem: „O! Michciu, Michciu… quo usque tandem… abutere…”